# Discografia de Audioslave
A discografia de Audioslave, uma banda de hard rock da cidade de Seattle, consiste em três álbuns de estúdio, um demo, onze singles, nove videoclipes e dois DVDs, sendo um de clipes, e outro do show em Cuba, na cidade de Havana. A discografia não inclui materiais gravados pelos integrantes com Soundgarden, Temple of the Dog, Rage Against the Machine, The Nightwatchman e Puscifer.
Audioslave foi formada em 2001 pelo vocalista Chris Cornell, o guitarrista Tom Morello, o baixista Tim Commerford e o baterista Brad Wilk. Em 2002, a banda lançou seu disco de estréia, Audioslave. O álbum levou a banda a um novo nível de sucesso comercial, e a Audioslave se encontrou com extrema popularidade e atenção. Nos Estados Unidos, o primeiro disco é o mais vendido. O próximo álbum viria a ser a sua revelação no exterior. Out of Exile, lançado em 2005, alcançou o primeiro lugar na Billboard 200, e lançou singles de grande sucesso, incluindo Be Yourself e Doesn't Remind Me. Em 2006, a banda lançou seu terceiro e último álbum de estúdio, Revelations que, mesmo de grande sucesso, não foi capaz de emular seu precedente. Em 2007, a banda anunciou o seu fim, com o anúncio da saída do frontman Chris Cornell. Audioslave vendeu quatro milhões e meio de gravações nos EUA, e cerca de oito milhões por todo o mundo.

## Álbuns de estúdio
| Ano  | Título                                                                                           | Posição Topo nas Paradas | Posição Topo nas Paradas | Posição Topo nas Paradas | Posição Topo nas Paradas | Posição Topo nas Paradas | Posição Topo nas Paradas | Posição Topo nas Paradas | Posição Topo nas Paradas | Posição Topo nas Paradas | Posição Topo nas Paradas | Posição Topo nas Paradas | Posição Topo nas Paradas | Posição Topo nas Paradas | Posição Topo nas Paradas | Posição Topo nas Paradas | Posição Topo nas Paradas | Posição Topo nas Paradas | Posição Topo nas Paradas | Posição Topo nas Paradas | Certificações                                                 |
| Ano  | Título                                                                                           | EUA                      | AUS                      | AUT                      | BEL                      | CAN                      | DIN                      | ESP                      | FIN                      | FRA                      | ALE                      | IRL                      | ITA                      | HOL                      | NOR                      | NZE                      | POR                      | SUE                      | SUI                      | RU                       | Certificações                                                 |
| ---- | ------------------------------------------------------------------------------------------------ | ------------------------ | ------------------------ | ------------------------ | ------------------------ | ------------------------ | ------------------------ | ------------------------ | ------------------------ | ------------------------ | ------------------------ | ------------------------ | ------------------------ | ------------------------ | ------------------------ | ------------------------ | ------------------------ | ------------------------ | ------------------------ | ------------------------ | ------------------------------------------------------------- |
| 2002 | Audioslave - Lançamento: 19 de Novembro de 2002 - Gravdoras: Interscope/Epic - Formatos: CD, LP  | 7                        | 8                        | 53                       | —                        | 6                        | 37                       | —                        | 28                       | 51                       | 39                       | 21                       | —                        | 30                       | 5                        | 4                        | —                        | 14                       | 34                       | 19                       | - EUA: 3× Platina - RU: Ouro - CAN: 2× Platina - AUS: Platina |
| 2005 | Out of Exile - Lançamento: 24 de Maio de 2005 - Gravadoras: Interscope/Epic - Formatos: CD, LP   | 1                        | 3                        | 8                        | 35                       | 1                        | 5                        | 17                       | 5                        | 31                       | 6                        | 3                        | 8                        | 10                       | 1                        | 1                        | 7                        | 2                        | 7                        | 5                        | - EUA: Platina - CAN: Platina - AUS: Platina                  |
| 2006 | Revelations - Lançamento: 5 de Setembro de 2006 - Gravadoras: Interscope/Epic - Formatos: CD, LP | 2                        | 1                        | 6                        | —                        | 1                        | 6                        | 28                       | 2                        | 46                       | 8                        | 7                        | 12                       | 21                       | 5                        | 1                        | 22                       | 6                        | 8                        | 12                       | - EUA: Ouro - CAN: Ouro - AUS: Ouro                           |

## Demos
| Ano  | Título                                       |
| ---- | -------------------------------------------- |
| 2001 | Civilian Demo - Gravadora: N/D - Formato: CD |

## Singles
| Ano  | Canção                | Posição Topo nas Paradas | Posição Topo nas Paradas | Posição Topo nas Paradas | Posição Topo nas Paradas | Posição Topo nas Paradas | Posição Topo nas Paradas | Posição Topo nas Paradas | Posição Topo nas Paradas | Posição Topo nas Paradas | Posição Topo nas Paradas | Posição Topo nas Paradas | Cert. RIAA | Álbum        |
| Ano  | Canção                | EUA                      | EUA Mod                  | EUA Main                 | AUS                      | AUT                      | FRA                      | ALE                      | HOL                      | NZE                      | SUE                      | RU                       | Cert. RIAA | Álbum        |
| ---- | --------------------- | ------------------------ | ------------------------ | ------------------------ | ------------------------ | ------------------------ | ------------------------ | ------------------------ | ------------------------ | ------------------------ | ------------------------ | ------------------------ | ---------- | ------------ |
| 2002 | "Cochise"             | 69                       | 9                        | 2                        | —                        | —                        | —                        | —                        | —                        | —                        | —                        | 24                       |            | Audioslave   |
| 2003 | "Like a Stone"        | 31                       | 1                        | 1                        | 35                       | —                        | —                        | —                        | —                        | 14                       | —                        | —                        | - Ouro     | Audioslave   |
| 2003 | "Show Me How To Live" | 67                       | 4                        | 2                        | —                        | —                        | —                        | —                        | —                        | —                        | —                        | —                        |            | Audioslave   |
| 2004 | "I Am The Highway"    | 66                       | 3                        | 2                        | —                        | —                        | —                        | —                        | —                        | 36                       | —                        | —                        |            | Audioslave   |
| 2004 | "What You Are"        | 125                      | 17                       | 8                        | —                        | —                        | —                        | —                        | —                        | —                        | —                        | —                        |            | Audioslave   |
| 2005 | "Be Yourself"         | 32                       | 1                        | 1                        | 34                       | 73                       | 74                       | 87                       | 91                       | 38                       | 48                       | 40                       |            | Out of Exile |
| 2005 | "Your Time Has Come"  | 113                      | 12                       | 12                       | —                        | —                        | —                        | —                        | —                        | —                        | —                        | —                        |            | Out of Exile |
| 2005 | "Doesn't Remind Me"   | 68                       | 3                        | 2                        | —                        | —                        | —                        | —                        | 92                       | —                        | —                        | 93                       |            | Out of Exile |
| 2006 | "Out of Exile"        | —                        | 14                       | 9                        | —                        | —                        | —                        | —                        | —                        | —                        | —                        | —                        |            | Out of Exile |
| 2006 | "Original Fire"       | 79                       | 3                        | 4                        | 34                       | —                        | —                        | —                        | —                        | —                        | —                        | 92                       |            | Revelations  |
| 2006 | "Revelations"         | —                        | 38                       | 6                        | —                        | —                        | —                        | —                        | —                        | —                        | —                        | —                        |            | Revelations  |

## Vídeos
| Ano  | Título                                                                                        | Certificações                    |
| ---- | --------------------------------------------------------------------------------------------- | -------------------------------- |
| 2003 | Audioslave - Lançamento: 29 de Julho de 2003 - Gravadoras: Interscope/Epic - Formato: DVD     | - EUA: Ouro                      |
| 2005 | Live in Cuba - Lançamento: 11 de Outubro de 2005 - Gravadoras: Interscope/Epic - Formato: DVD | - EUA: Platina - CAN: 2× Platina |

## Videoclipes
| Ano  | Título              | Diretor          |
| ---- | ------------------- | ---------------- |
| 2002 | Cochise             | Mark Romanek     |
| 2003 | Like a Stone        | Meiert Avis      |
| 2003 | Show Me How to Live | AV Club          |
| 2005 | Be Yourself         | Francis Lawrence |
| 2005 | Your Time Has Come  | Steve Rees       |
| 2005 | Doesn't Remind Me   | Chris Milk       |
| 2006 | Original Fire       | PR Brown         |
| 2006 | Revelations         | Danny Clinch     |

## Outras "aparições"
| Ano  | Filmes/Jogos                                | Faixa(s)                                |
| ---- | ------------------------------------------- | --------------------------------------- |
| 2004 | Collateral                                  | "Shadow on the Sun"                     |
| 2005 | Guitar Hero                                 | "Cochise"                               |
| 2006 | FlatOut 2                                   | "Your Time Has Come", "Man or Animal"   |
| 2006 | Talladega Nights: The Ballad of Ricky Bobby | "Cochise"                               |
| 2006 | Miami Vice                                  | "Shape of Things to Come", "Wide Awake" |
| 2006 | Madden NFL 07                               | "Revelations"                           |
| 2007 | World in Conflict                           | "Shadow on the Sun"                     |
| 2008 | Iron Man                                    | "Cochise"                               |